# Tessa Korberová
Tessa Korberová (* 23. června 1966, Grünstadt, vl. jménem Tessy Jeannette Korber-Willett) je německá spisovatelka a autorka bestsellerů.

## Biografie
Studovala germanistiku, historii a komunikační vědy na Friedrich-Alexander-Universität Erlangen-Nürnberg a promovala summa cum laude prací „Technikerlebnis und Technik als Motiv in der Literatur der frühen Moderne“ (zhruba "Vnímání techniky a technika jako motiv literatury rané moderny"). Pracovala v knižním obchodě, v městském muzeu, jako průvodkyně, pomocná vědecká síla a reklamní textařka. Potom jí úspěch prvotiny Královna karavan umožnil zůstat ve svobodném povolání.
Rovněž je autorkou detektivních románů s komisařkou Jeannette Dürerovou, jejichž děj se odehrává většinou v trojúhelníku měst Norimberk-Fürth-Erlangen.

## Dílo
Historické romány
- Die Karawanenkönigin, 1998 (Královna karavan, č. 2008)
- Die Kaiserin, 2000 (Císařovna, č. 2003)
- Der Medicus des Kaisers, 2001 (Lékař císařů, č. 2002)
- Berenike, 2003 (Bereníké, č. 2004)
- Die Königin von Saba, 2005 (Královna ze Sáby, č. 2007)
- Die Magd und die Königin, 2007 (Služka a královna, č. 2009)
- Die Hüterin, 2008 (Strážkyně)
- Das Erbe der Schlange, 2009 (Dědictví hada)
- Das letzte Lied des Troubadours, 2012 (Trubadúrova poslední píseň)

pod pseudonymem Franka Villette:
- Die Frau des Wikingers, 2004
- Das Dorf der Mütter, 2005
- Odinstochter, 2006
- Das Dorf der Unsterblichen, 2008

pod pseudonymem Charlotte Winter:
- Die Herrin der Pferde, 2008

pod pseudonymem Sophia Palmer:
- Die Herrin der Gaukler, 2005

Detektivní romány
- Toter Winkel, 2000
- Tiefe Schatten, 2001
- Falsche Engel, 2003
- Triste Töne, 2004
- Kalte Herzen, 2005
- Teurer Spaß, 2007
- Das Leben ist mörderisch, 2010